# Mohamed Ben Toumi Ben Brahim

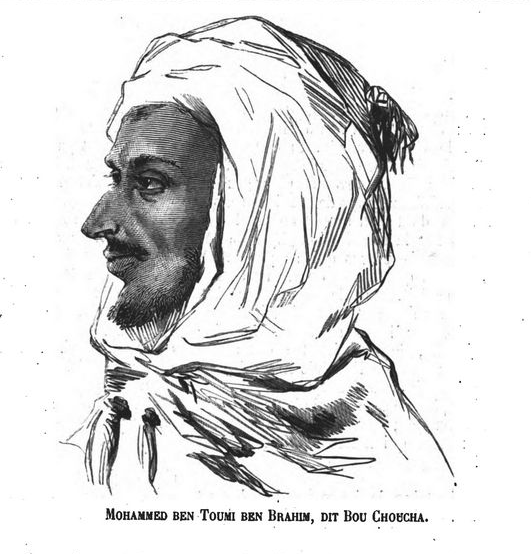
Mohamed Ben Toumi Ben Brahim dit Bouchoucha, 4 mai 1873, Laghouat

Mohamed Ben Toumi Ben Brahim dit le Chérif « Bouchoucha » (l'homme à la mèche), né à El Ghicha (Laghouat) en 1827 ou 1839 et mort à Constantine le 29 juin 1875, est un résistant algérien à la colonisation française. Il est recherché dès 1864 pour son rapprochement avec l'insurrection des Oueld Sidi Cheikh et joue un rôle actif dans l'insurrection de 1871 en l'étendant au Sahara.

## Biographie
Mohamed Ben Toumi Ben Brahim est né à El Ghicha (Laghouat) en 1827 ou 1839, dans une famille pauvre où il est berger. Le rapport de police français le décrit comme « quelqu'un de courageux avec un physique moyen, un visage fin, des tatouages au-dessus de ses sourcils et sur son poignet gauche, une barbe et des cheveux clairs, il parle touareg et mozabite ».
Il part vers les Zibans pour poursuivre son éducation dans la zaouïa othmaniya Sidi Ali Benamor de Tolga (Biskra) (qui suit l'ordre de la Rahmaniya). Lors de son retour dans sa région natale, il est arrêté par l'agha du Djebel Ammour Eddine Ben-Yahia sous prétexte de semer le chaos avec ses prédications religieuses. Après l'intervention de quelques notables, il est libéré et part vers l'ouest.
En octobre 1862, il est arrêté à Labiod Sidi Cheikh par le caïd, en compagnie de deux autres individus, transféré à Saïda puis jugé par la cour de Mascara le 22 décembre 1862. Il est condamné à un an de prsion ferme pour vol d'armes et de chevaux. Mais en réalité, il est arrêté pour incitation à la rébellion dans la région, et rapprochement avec la tribu des Ouled Sidi Cheikh. Il est incarcéré à la prison de Boukanefis (Oued Mekerra) à 15km de Mascara.
Il s'évade en 1863 et part pour Figuig où il reste deux ans. En 1864 lors de l'insurrection des Ouled Sidi Cheikh, Si Ahmed Benhamza lui propose le commandement de la moitié des résistants mais il refuse car c'est le caïd de cette tribu qui l'a interpellé auparavant, et il décide de se rendre au Touat et In-Salah, El-Ménia, Ouargla, Oued-Souf et enfin à Nefta en Tunisie pour récolter de l'argent et des armes. C'est là qu'il rencontre la confrérie Sanousiyya et entre dans leurs rangs,. Il reprend le chemin d'El-Ghicha, Boussemghoune, Figuig, puis la zaouïa de Kerzaz (confrérie Chadhiliyya) qui a joué un grand rôle pour l'enrolement à son service, puis Reggane où il trouve un soutien et s'installe enfin à In-Salah chez les Ouled-Lechhab aux côtés de bandits Chaamba de Ouargla (Mohammed ben Haoued, dit Boukhechba)  et les Ouled Bahamou qu'il réussit à convaincre de devenir des résistants contre la France. Ils commencent par attaquer les tribus des Said Otba et les Arbaâ près de Metlili. C'est à In-Salah que Mohamed Ben Toumi Ben Brahim prend le titre de « chérif » (chorfa, descendants du prophète) et la population lui fait allégeance. Il commence à récolter des armes.
Le 28 avril 1870, il s'attaque au caïd Djaafar d'El-Ménia qu'il fait prisonnier, à la tête d'une armée de 360 Touaregs et 100 Chaamba. Le 5 mai 1870 il prend Metlili qui se rend sans résistance. Puis il continue avec la bataille de Sebseb qu'il remporte, mais il préfère se retirer sur In-Salah après avoir perdu trois hommes.

## Insurrection de Mokrani (1871)
En février 1871, une lettre de Bennacer Benchohra (chef des Chaamba de Ouargla) arrive à In-Salah pour convoquer les Chaamba ainsi que Bouchoucha. En mars 1871, le chérif Bouchoucha se rend alors à Ouargla à la tête de 80 chameaux, la ville se rend sans aucune résistance et devient sa base militaire. Il combat les troupes de l'agha Ali-Bey de Ouargla jusqu'à Touggourt. Le 8 mai 1871, il attaque Guemar (Oued-Souf) avec l'aide de la zaouïa Rahmaniya mais la zaouia Tidjaniya lui refuse son soutien.

### Prise de Touggourt
Le 14 mai 1871 il prend Touggourt et nomme Bouchemal Bengoubi (cheikh de Nezla) comme son Khalifa, tandis que la famille de l'agha Ali Bey prend refuge dans la zaouïa Tidjaniya de Témacine. Le 21 mai 1871, Bennacer Benchohra rejoint le chérif Bouchoucha à Touggourt, ce dernier le nomme Khalifa. Le 10 juillet 1871, Bouchoucha et Bennacer Benchohra, avec une armée de 35 cavaliers et 900 fantassins, libèrent la ville d'un siège de l'agha Ali-Bey qui est accompagné de 6000 hommes. C'est ainsi que Bouchoucha contrôle à cette période un vaste territoire saharien, de Nefta (Tunisie) à Ouragla. Il s'approvisionne en arme à partir de vendeurs juifs en Tunisie, avec l'aide de la zaouïa Rahmaniya pour faire franchir à la marchandisees les frontières .

### Extension de la lutte
En ce mois de juillet 1871, le chérif Bouchoucha est en contact par lettres avec toutes les tribus de la région jusqu'à Tébessa (les Némemcha), Souk-Ahras (Keblouti) jusqu'à la ville du Kef en Tunisie.
En août 1871, le chérif Bouchoucha entre en contact avec les mozabites, ces derniers refusent de s'allier à lui, selon eux, ce dernier aurait tué des membres de leur communauté à Ouragla en mars 1871,. Il décide de ne pas s'attaquer à eux, et rentre sur Ouargla, il a alors dans son armée 770 chameaux et 20 cavaliers.
De retour à Ouargla, le chérif Bouchoucha rencontre le chérif Mohamed Benabdallah, (qui lui est présenté par Bennacer Benchohra) qui accepte de s'allier à eux afin d'attquer des territoires encore plus au nord. Le chérif Bouchoucha mènera une attaque à Liana (Biskra), le 10 septembre 1871. Quant au chérif Mohamed Benabdallah, il prend la ville de Négrine (Tébessa) à la même date. 
Le 26 septembre 1871, le chérif Bouchoucha installe ses troupes dans le Djebel Onk (Tébessa). Le 27 septembre, le général zouave Lucas leur envoie alors une armée constituée d'indigènes, de 150 cavaliers, des Ouled Rechach (Khenchla), et 14 spahis. Complétée par les forces du chef du bureau arabe le capitaine Lefroid constituée de 30 spahis et 600 cavaliers des tribus Brarcha et Allouana (Némémcha) et un contigent miliaire (goum) de la tribu Ouled Sidi Yahia Bentaleb (Tébéssa).

### Bataille de Requiza
La bataille a lieu dans les gorges d' El Djorf (Tébessa) le 29 septembre 1871. Les troupes de Bouchoucha la remportent rapidement, le capitaine Lefroid fuit vers Cheria (Tébessa).

### Destruction de Négrine
La France répond aux attaques de Bouchoucha en renforçant ses rangs et en faisant appel au colonel Flogny et ses hommes stationnés à Tébessa (2500 soldats) et au général Delacroix à M'sila. Le 28 octobre 1871, ils détruisent les hameaux, les zaouiya et les tombeaux des saints des tribus qui soutiennent le chérif Bouchoucha, ces dernières se replient vers la Tunisie.
Le 16 novembre 1871, l'armée française rentre dans le village de Négrine, dont les habitants ont fui, détruit les maisons et coupe 500 palmiers. Les habitants ne reviendront que le 10 décembre et seront soumis à payer un impôt de guerre.
Le chérif Mohamed Benabdallah se réfugie en Tunisie, mais sous la pression du consul français, il est arrêté et emprisonné. Le chérif Bouchoucha et Bennacer Benchohra quant à eux se replient vers le sud entre Ghardaïa et Laghouat.

## Déclin et faiblesse (1872-1874)
Le 7 novembre 1871, le chérif Bouchoucha et des membres de la famille Mokrani se retrouvent à El-Arich entre Guerrara (Ghardaïa) et El-Aliya (Touggourt). Le général Delacroix les poursuit, et razzie sur sa route toutes les tribus qui se sont rebellées. Comme le chérif Bouchoucha est blessé, ce dernier décide alors de se retirer encore plus au sud. En décembre 1871, les forces françaises récupèrent ainsi Biskra et Touggourt. Le 2 janvier 1872, le commandant Rose reprend Ouragla.

### Prise de la smala de Bouchoucha

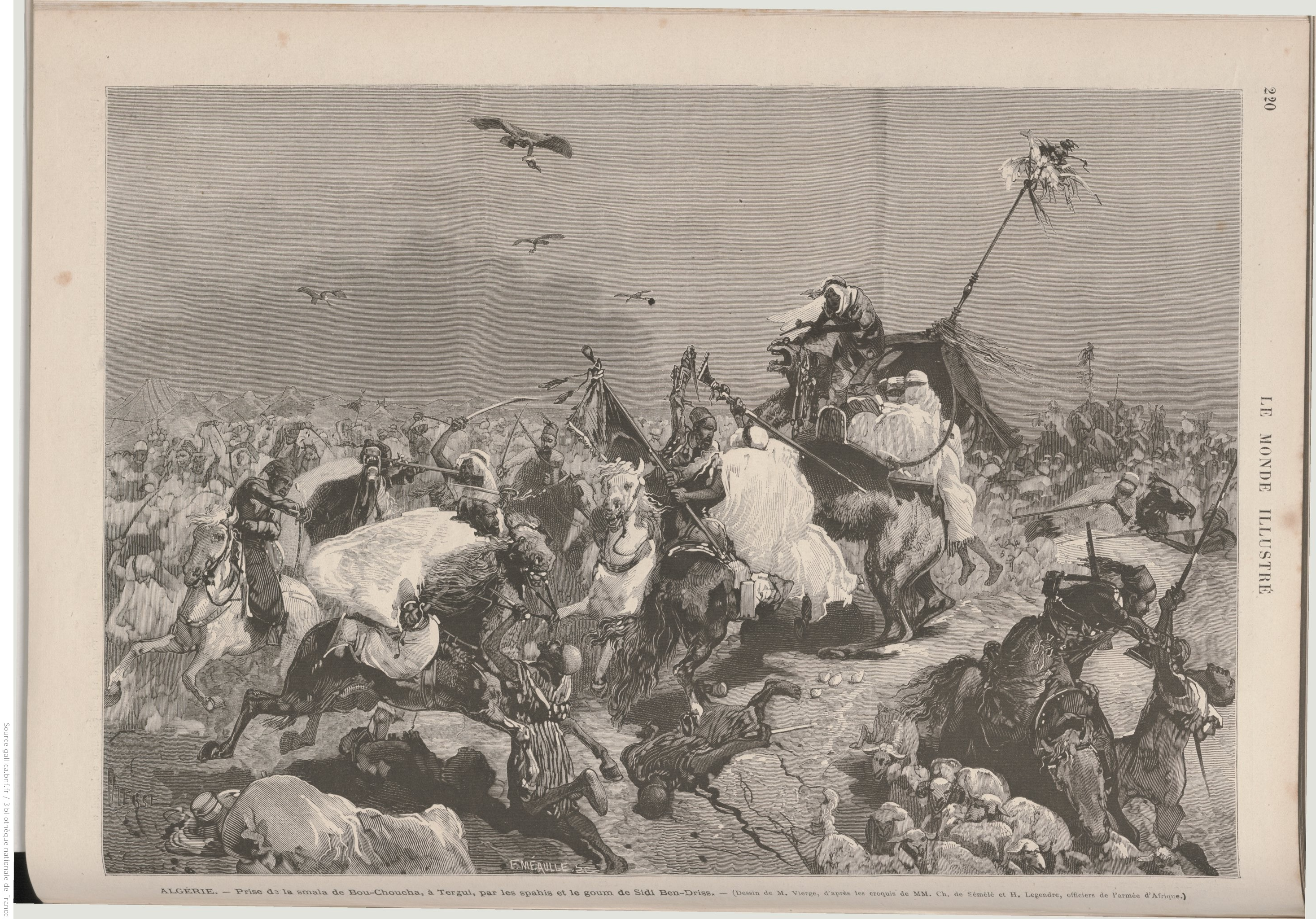
Prise de la smala de Bouchoucha

En 1872, l'armée du chérif Bouchoucha se compose de 5 groupes : le contingent de Bouchoucha avec 100 hommes, les Chaanba, 100 hommes également, les Mekhadma, 400 hommes, les Mokrani avec leurs femmes et enfants, et 43 cavaliers et enfin le contingent de Bennacer Benchohra avec Le général Delacroix les poursuit avec armée constituée du contingent du sous-lieutenant de Bazignan formé des Ouled Abdennour et des Ouled Nabet, le contingent du lieutenant Marochetti composé de la tribu des Said Otba, les spahis de Si Ismail Weld El Qadhi, le contingent du lieutenant Boutarel composé du makhzen d'Ali Bey et quelques Bouakkaz, ainsi que 250 tirailleurs africains et 240 hommes du lieutenant colonel Gaume. Ils démarrent le 7 janvier 1871 de Ouargla. Le 10 janvier 1872, l'armée française prend la première smala de Bouchoucha constituée de 848 chameaux, des milliers de moutons, 115 tentes et de nombreux prisonniers. Mais le chérif Bouchoucha n'est pas capturé, il se rend à In-Salah puis à la zaouïa de Kerzaz (Bechar), tandis que les différents contingents de son armée se séparent et prennent chacun une direction différente.

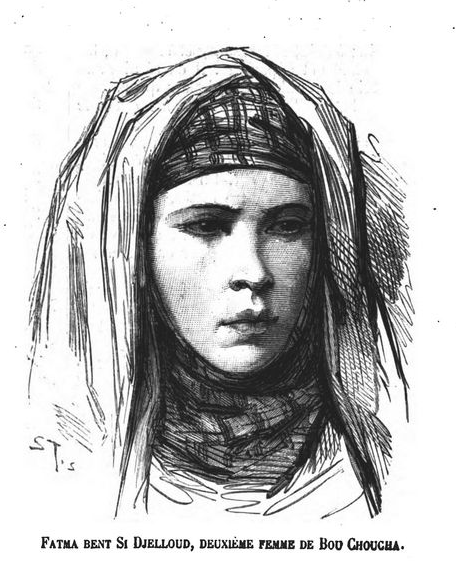

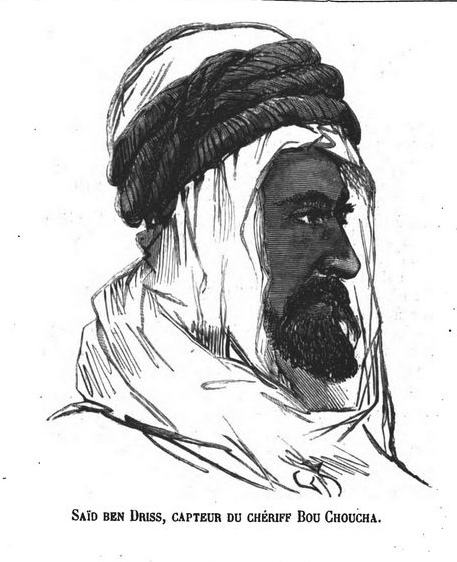
Said Ben Driss

Au début de l'année 1873, Bouchoucha est à la tête d'une nouvelle armée composée de 5 cavaliers et 119 méharistes Chaanba et Touaregs, il fait de nombreuses razzias au sud pour reconstituer sa smala. La France charge alors Said Ben Driss, agha de Touggourt et frère de l'agha d'Ouargla, de captuer le chérif Bouchoucha. Et en septembre 1873, il profite de l'absence du chérif pour s'emparer de sa deuxième smala à Hassi Naga, et capture sa femme Fatima Ben Djelloul bent Si Hamza.
Le 4 mars 1874, Said Ben Driss lève une nouvelle colonne de 37 cavaliers et 260 méharistes pour rechercher le chérif Bouchoucha. La bataille a lieu le 13 mars 1874 au sud-ouest de In-Salah, à la suite de laquelle Bouchoucha est capturé et envoyé sous escorte à Ouargla.

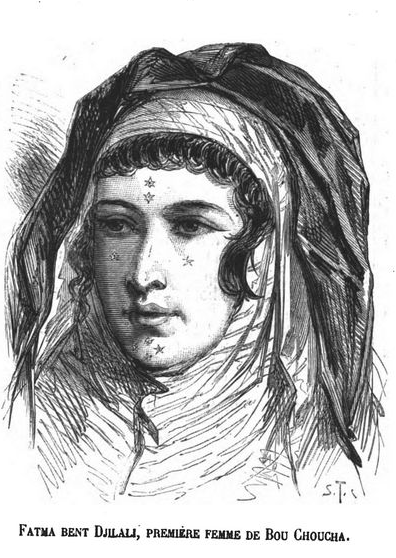
Fatma Bent Djillali - première épouse de Bouchoucha

## Procès et condamnation à mort
Après son transfert à Ourgla, le chérif Bouchoucha est emmené dans sa région natale à Aflou (Laghouat) pour être interrogé. Il est ensuite transféré à Alger puis Constantine où il passe un an en prison.
Son procès commence le 19 mars 1875, il est poursuivis pour 14 accusations dont constitution de groupes de malfaiteurs dédiés au meurtre et au pillage, razzia de Ouargla et Touggourt, massacre de la garnison militaire de Touggourt composée de 50 hommes et de leur chef Hamou Moussli, kidnapping d'européens dont les époux Jonge (marchands français établis à Touggourt), charges qui s'étendent de 1871 à mars 1874. Le tribunal le condamne à mort par fusillade. Mohamed Ben Toumi Ben Brahim dit chérif Bouchoucha est exécuté le 29 juin 1875 à cinq heure et demi du matin. Bouchoucha aurait refusé qu'on lui bande les yeux en déclarant :« Laissez-moi mourir comme un lion ». Il était vétu d'un burnous noir et portait un turban rouge. Et il a ajouté :  « Dites au peuple de prier pour Bouchoucha ».